# Obergröningen
Obergröningen est une commune de Bade-Wurtemberg (Allemagne), située dans l'arrondissement d'Ostalb, dans la région de Wurtemberg-de-l'Est, dans le district de Stuttgart.

## Personnalités
Le missionnaire protestant Georg Schürle est né à Obergröningen en 1870.